# Christkönigskirche (Klagenfurt)

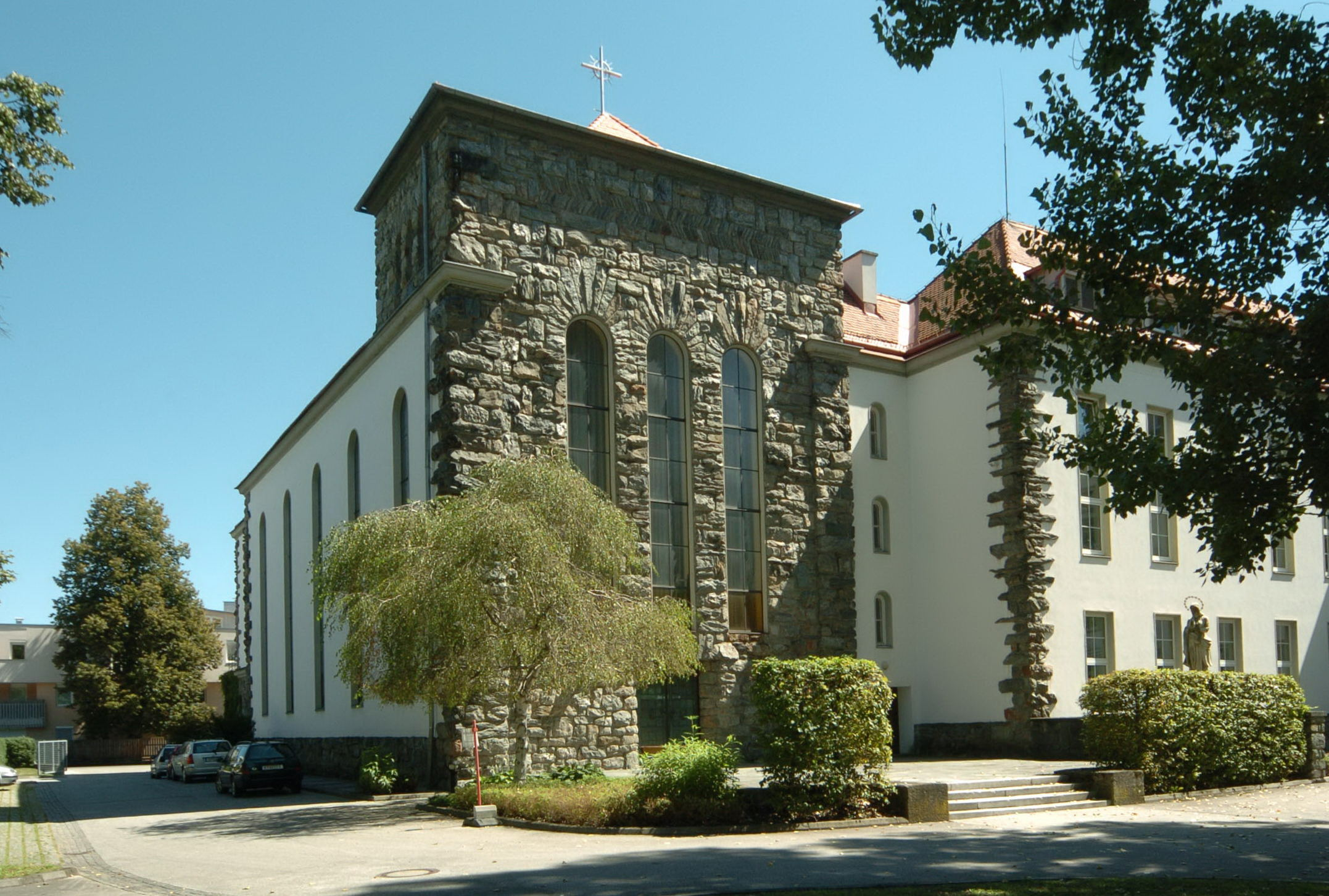
Christkönigskirche

Die Christkönigskirche in Klagenfurt gehört zur Pfarre St. Egid. Sie wurde in den Jahren 1931 und 1932 nach Plänen von Karl Holey erbaut und schließlich im Jahr 1932 durch Bischof Hefter geweiht. Die Kirche steht unter Denkmalschutz (Listeneintrag).

## Baubeschreibung
Die Christkönigkirche ist ein einschiffiger, turmloser Saalbau, der mit seiner gerade schließenden Ostseite mit dem Gebäudekomplex des Diözesanhauses verbunden ist. An der Westfassade aus grünem Chloritschiefermauerwerk befindet sich das Portal mit geradem Schluss und drei schmale hohe Fenster mit Rundbogenabschluss. Die gleiche Fenstergestaltung findet sich an den Kirchenschiffwänden. Die Edelstahlfigur eines Engels vor dem Haupteingang schuf Tomas Hoke in den Jahren 1993 bis 1995.
Die Soffittendecke im Inneren ist mit Fresken von Hans Fischer bemalt. Dargestellt sind die Geburt Christi, das Letzte Abendmahl, die Kreuzigung und Engel. Die ursprünglichen Glasfenster der Portalfront von Heinrich Tahedl wurden zerstört und im Jahr 1991 von seiner Tochter Ernestine Tahedl wiederhergestellt.

## Ausstattung
Der im Jahr 1675 entstandene Hochaltar stammt aus der ehemaligen St. Veiter Bürgerspitalskirche. Der Altar mit monumentaler Triumphbogenarchitektur, hohen geweigeteilten Sockelgeschoß und Opfergangsportalen besitzt am Giebel nach außen gekehrte Voluten und eine kleine Ädikula als Aufsatz. Die gedrehten Säulenschäfte sind mit Perlschnüren und knorpeligen Beschlagwerk verziert. Das Hauptbild stellt den Gnadenstuhl dar und wird von den Statuen des Evangelisten Johannes und des Johannes des Täufers flankiert. Das Aufsatzbild ist ein Werk des Malers Hans Fischer und stellt die Königskrone Christi auf dem Buch mit den sieben Siegeln dar. Der in Messing getriebene Tabernakel stammt von Wilhelm Bormann. In der Fastenzeit verdeckt ein Fastentuch aus der zweiten Hälfte des 16. Jahrhunderts, das ursprünglich der Kirche Maria Bichl bei Feicht gehörte, den Altar.
An den Seitenwänden des Kirchenschiffs sind vier von Wilhelm Bormann geschaffene Seitenaltäre aufgestellt, deren Mensen im Jahr 1971 entfernt wurden. An der Nordwand stehen der Hemma- und der Marienaltar, an der Südwand der Evangelistenaltar und der Altar der Kärntner Heiligen.
Die Reliefarbeiten aus gebranntem und glasiertem Ton wurden nach Zeichnungen von Karl Holey vom Bildhauer Wilhelm Bormann geschaffen und in der Wienerberger Ziegelfabrik hergestellt. Die vier barocken Apostelfiguren auf Konsolen stammen aus der Pfarrkirche Lieseregg.

### Orgel
Die Orgel wurde im Jahr 1981 von der Orgelbaufirma Krenn erbaut. Das Instrument hat 26 Register auf zwei Manualen und Pedal. Die Trakturen sind mechanisch.
| I Hauptwerk C–g3 |       |
| Principal        | 8′    |
| Rohrgedackt      | 8′    |
| Quintadena       | 8′    |
| Octav            | 4′    |
| Zinnkoppel       | 4′    |
| Superoctav       | 2′    |
| Quinte           | 1 ⁄3′ |
| Mixtur           | 1′    |
| Trompete         | 8′    |

| II Schwellwerk C–g3 |        |
| Holzgedackt         | 8′     |
| Spitzgamba          | 8′     |
| Violprincipal       | 4′     |
| Rohrflöte           | 4′     |
| Nasard              | 2 ⁄3′  |
| Flachflöte          | 2′     |
| Terz                | 1 3⁄5′ |
| Sifflet             | 1′     |
| Scharfzimbel IV     | 2⁄3′   |
| Trombocini          | 16′    |
| Dulcian             | 8′     |
| Tremolo             |        |

| Pedal C–f1      |     |
| Subbass         | 16′ |
| Principalbass   | 8′  |
| Gedacktflöte    | 8′  |
| Rohrbourdun     | 4′  |
| Choralmixtur IV | 4′  |
| Fagott          | 16′ |

- Koppeln: II/K, I/P, II/P